# Dentiovula mariae
Dentiovula mariae là một loài ốc biển, là động vật thân mềm chân bụng sống ở biển trong họ Ovulidae.